# Rio Santo Antônio (vattendrag i Brasilien, Minas Gerais, lat -17,48, long -45,62)
Rio Santo Antônio är ett vattendrag i Brasilien.   Det ligger i delstaten Minas Gerais, i den sydöstra delen av landet, 300 km sydost om huvudstaden Brasília.
Omgivningarna runt Rio Santo Antônio är huvudsakligen savann. Trakten runt Rio Santo Antônio är nära nog obefolkad, med mindre än två invånare per kvadratkilometer.